# Believe (AIの曲)
「Believe」（ビリーヴ）は、AIの13枚目のシングルである。2006年4月19日にユニバーサルミュージックから発売された。収録曲数の関係もあり、日本レコード協会ではアルバムに分類している。

## 収録曲
1. Believe (作詞：AI 作曲：AI / DJ YUTAKA / Jin)
前作に続き、バラード曲。テレビドラマ主題歌に起用され、自己最高の初動セールスを記録している｡
主題歌に決まる前に『医龍』の原作漫画を読み、感銘を受けたという｡
2. No Way (作詞：AI 作曲：AI / DJ YUTAKA)
「自分のことは自分で守ってほしい」というメッセージがこめられている。
3. Too Much feat. Rain (作詞・作曲：JY Park / AI)
韓国のピをフィーチャーした楽曲｡全英詞｡
Rainのことを｢こいつは間違いない!｣と賞賛している。
4. Beautiful feat. Trey Songz (作詞・作曲：AI / Trey Songz)
こちらも全英詞。トレイ・ソングスはアメリカで人気のR&Bシンガーで、｢オーティス・レディングの再来｣と呼ばれている｡また、アレサ・フランクリンからも絶賛を受けている。
5. Believe (Instrumental) (作曲：AI / DJ YUTAKA / Jin)

## タイアップ
| 曲名      | タイアップ                                      |
| --------- | ----------------------------------------------- |
| Believe   | フジテレビ系『医龍-Team Medical Dragon-』主題歌 |
| No Way    | ロッテ ｢キシリトールガム｣ CMソング（本人出演）  |
| Beautiful | 「ラ・パルレ」CMソング                          |

## 収録作品
- What's goin' on A.I.

上記4曲すべてが収録される。
但しアルバムでは、「Too Much feat.Rain」、「Beautiful feat.Trey Songz」としてRemixバージョンで収録されている。
- BEST A.I.

Believeが収録されている。
- THE BEST

同